# Leucania tayaudi
Leucania tayaudi är en fjärilsart som beskrevs av Achille Guenée 1852. Leucania tayaudi ingår i släktet Leucania och familjen nattflyn. Inga underarter finns listade i Catalogue of Life.